# Eustathius van Thessaloniki

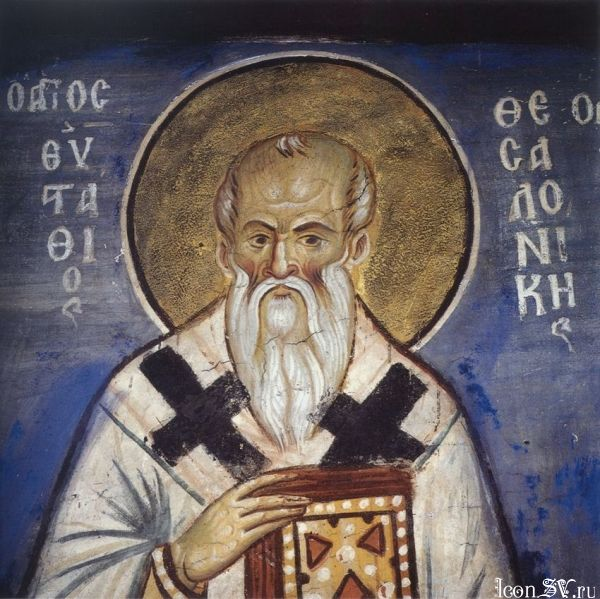

Eustathius van Thessalonica (Middengrieks Ευστάθιος Θεσσαλονίκης) (ca.1110 - ca.1195) was een belangrijke Byzantijnse geleerde en geestelijke.

## Levensloop
Eustathios was een professor in de retorica en een diaken in de Hagia Sophia. In 1178, op hoge leeftijd werd hij benoemd tot metropool van Thessaloniki. Hij was aanwezig toen de Noormannen onder Willem II van Sicilië de stad in 1185 plunderden. Daarna moest hij in Constantinopel zijn loyaliteit aan de nieuwe keizer Isaäk II Angelos (1185-1195) bewijzen, maar kon terugkeren naar Thessaloniki, waar hij omstreeks 1195 stierf.
Eustathius was een hoogopgeleide en zeer veelzijdige geleerde, die over een bijna encyclopedische kennis leek te beschikken. Hij wordt beschouwd als de meest vooraanstaande Byzantijnse geleerde van zijn tijd. Eustathius schreef talloze werken, waaronder een kritisch werk over het kloosterleven, lofzangen op keizers en andere persoonlijkheden, brieven, theologische werken en geschriften over oude werken.
Zijn literaire werk is belangrijk voor de oude literatuur, vooral vanwege de commentaren op Pindarus, op Dionysios Periegetes en vooral op de Ilias en de Odyssee van Homerus. In het meest uitgebreide commentaar op Homerus dat ons is overgeleverd, putte hij uit alle gebieden van de Oudgriekse literatuur en gaf zo, anders verloren materiaal, door. Zijn uitleg is ook grammaticaal en taalkundig interessant.
Eustathius was ook een historicus en schreef een bewaard gebleven werk over de Normandische verovering van Thessaloniki in 1185.